# 鹿寮溪 (臺東縣)
鹿寮溪位於台灣東南部，為卑南溪支流，流域分佈於台東縣中部偏北，包括鹿野鄉西北部、延平鄉東北部及海端鄉南端。主流發源於標高2,862公尺的尖石山南側，向東南流武陵、永德，於永隆附近注入卑南溪。

## 水系主要河川
- 鹿寮溪
  - 加拿水溪

## 主要橋樑

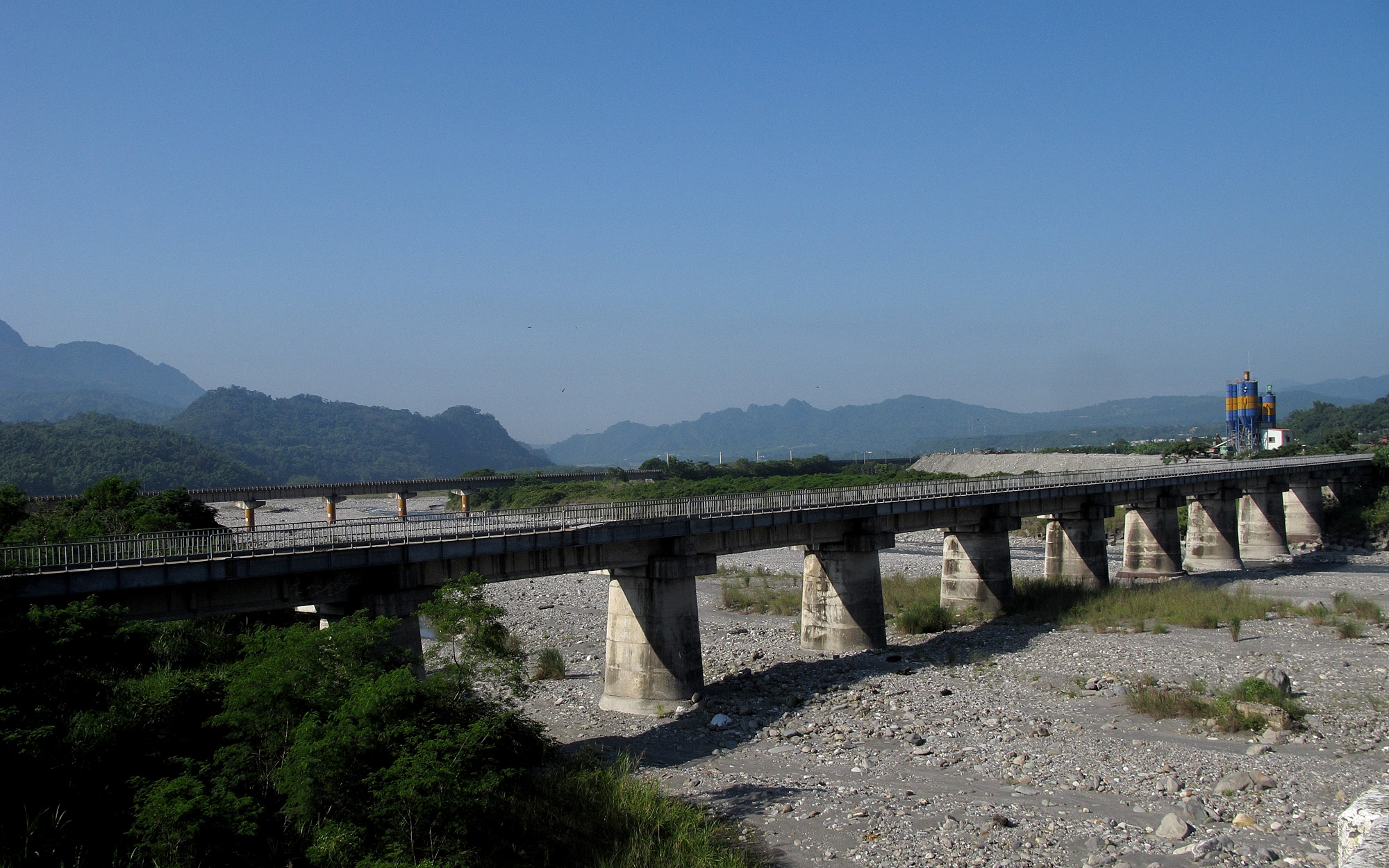
臺鐵臺東線舊鹿寮溪橋（前）與現役的鹿寮溪橋（後）（2013.6.29攝）

以下由河口至源頭列出主流上之主要橋樑：
- 臺鐵鹿寮溪橋（臺鐵臺東線）
- 鹿寮大橋（鄉道東29線）
- 武陵橋（省道臺9線）
- 舊武陵橋
- 武陵吊橋
- 無名橋